# Аллендейл (Нью-Джерсі)
Аллендейл (англ. Allendale) — місто (англ. borough) в США, в окрузі Берген штату Нью-Джерсі. Населення — 6848 осіб (2020).

## Географія
Аллендейл розташований за координатами 41°1′58″ пн. ш. 74°8′2″ зх. д. / 41.03278° пн. ш. 74.13389° зх. д. (41.032669, -74.133826).  За даними Бюро перепису населення США в 2010 році місто мало площу 8,08 км², з яких 8,02 км² — суходіл та 0,06 км² — водойми.

## Демографія
Згідно з переписом 2010 року, у селищі мешкало 6505 осіб у 2236 домогосподарствах у складі 1797 родин. Було 2388 помешкань
Расовий склад населення:
| - 87,4 % — білих - 9,6 % — азіатів - 0,5 % — чорних або афроамериканців |

До двох чи більше рас належало 1,6 %. Частка іспаномовних становила 4,7 % від усіх жителів.
За віковим діапазоном населення розподілялося таким чином: 28,4 % — особи молодші 18 років, 57,1 % — особи у віці 18—64 років, 14,5 % — особи у віці 65 років та старші. Медіана віку мешканця становила 43,5 року. На 100 осіб жіночої статі у селищі припадало 93,4 чоловіків;  на 100 жінок у віці від 18 років та старших — 89,0 чоловіків також старших 18 років.
Середній дохід на одне домашнє господарство  становив 182 608 доларів США (медіана — 140 331), а середній дохід на одну сім'ю — 210 257 доларів (медіана — 153 333). Медіана доходів становила 136 667 доларів для чоловіків та 68 973 долари для жінок. За межею бідності перебувало 4,0 % осіб, у тому числі 4,4 % дітей у віці до 18 років та 10,5 % осіб у віці 65 років та старших.
Цивільне працевлаштоване населення становило 2914 особи. Основні галузі зайнятості: освіта, охорона здоров'я та соціальна допомога — 21,7 %, науковці, спеціалісти, менеджери — 19,0 %, фінанси, страхування та нерухомість — 18,4 %.

## Відомі люди
- Річард Метісон ( 1926 — 2013) — американський письменник та сценарист.